# Temístocles
Temístocles (grec antic: Θεμιστοκλῆς, llatí: Themistocles; vers entre 525 / 514 aC- 464 / 449 aC) va ser un militar grec, famós pel seu paper a la segona guerra mèdica. Apareix a les Vides paral·leles de Plutarc.

## Joventut
Nascut vers el 514 aC, fill de Nèocles i Abrotona de Tràcia o Euterpa de Cària, era un nothi pel fet de no ser plenament atenenc per la seva mare. Fou sempre un jove ambiciós. Volia arribar a dirigir Atenes i per això es va adscriure a l'oposició dels que governaven, que estaven encapçalats per Aristides d'Atenes. Temístocles va entendre la batalla de Marató, considerada el final de la guerra amb Pèrsia (490 aC), com el començament d'una gran lluita i va decidir estar preparat.

## Govern d'Atenes
El 483 aC Aristides fou enviat a l'ostracisme, i això el va posar al capdavant del govern. El 481 aC fou arcont epònim. Va convèncer els atenencs d'utilitzar la plata de les mines de Laurion per a construir vaixells en lloc de distribuir els diners entre els atenencs, a fi de garantir un gran poder naval. Així es van construir dos-cents vaixells que segons Heròdot foren utilitzats contra Egina, i després contra Pèrsia. Segurament després de la segona guerra amb els perses, un decret va establir que cada any s'havien de construir vint nous vaixells. També va fer fortificar el Pireu, obres que s'acabarien més tard.

## Segona guerra mèdica
Quan Xerxes I de Pèrsia va envair Grècia, Epícides d'Olint i Temístocles es van presentar per assumir el comandament i Temístocles fou escollit. Un cos d'homes fou enviat per mar a Alus a Acaia i ell mateix va anar per terra i se li van unir els espartans, però en saber que Xerxes ja havia creuat per Abidos van retornar ràpidament als vaixells; els tessalis es van passar als perses que van arribar fins a Beòcia.

### Batalla d'Artemísion
Els aliats grecs van decidir oferir resistència a les Termòpiles; encara que els atenencs aportaven el major nombre de vaixells, Temístocles va acceptar servir a les ordres del general espartà Euribíades. La flota persa va seguir la costa de Tessàlia i va arribar fins a Aphetae; Euribíades va meditar la retirada al sud de Grècia, però els habitants de l'illa d'Eubea, que no havien pogut posar en seguretat les seves dones i fills, van subornar Euribíades, Temístocles i el comandant Adimantos de Corint, per a restar i lliurar batalla. Els grecs van aconseguir una victòria a la batalla naval d'Artemísion i la flota persa va ser delmada a més a més per una tempesta, si bé els vaixells grecs també van patir per la mateixa tempesta i alguns es van enfonsar. La batalla d'Artemísion va tenir lloc el mateix dia que Leònides I va lliurar batalla a les Termòpiles. La flota grega es va retirar a Salamina a la costa sud de l'Àtica.

### Retirada a Salamina
Consultat l'oracle de Delfos, va dir que havien de resistir darrere murs de fusta, cosa que molts van interpretar com que havien de construir un mur de fusta a l'istme de Corint, però Temístocles (que havia suggerit la resposta a l'oracle) ho va interpretar com que havien de resistir als vaixells (que eren de fusta); va aconsellar que les dones, infants i malalts fossin evacuats a l'illa de Salamina, a Trezè i a Egina. Els atenencs foren rebuts especialment bé a Trezè, on van ser mantinguts amb diners públics.
La flota atenenca, formada per 378 vaixells, va quedar estacionada a Salamina, mentre els perses van avançar per Beòcia i van entrar a l'Àtica. Atenes fou ocupada i l'acròpoli destruïda. Molts grecs es volien retirar a l'istme però l'orador atenenc Mnesífil, amic de Temístocles, potser fins i tot instigat per aquest, va parlar en contra de la retirada i amb aquest suport Temístocles va imposar el seu punt de vista a Euribíades, amenaçant amb la retirada atenenca (que aportava tres cinquenes parts dels vaixells) cap a Itàlia.
La flota persa, formada per 1200 vaixells, va arribar al golf Sarònic i altre cop el temor es va apoderar dels grecs, que van tornar a voler marxar al Peloponès i resistir a l'istme. Temístocles va enviar-hi el seu esclau, un persa de nom Sicinni, per comunicar als perses que els grecs volien fugir i que havien d'aprofitar per impedir que ho poguessin fer i es reorganitzessin en un altre lloc. Aquell mateix dia van ocupar l'illa Psyttaleia i a la nit van tallar el canal que separava Salamina de la costa i així van impedir la fugida de cap grup dels grecs obligant-los a lluitar. Aristides, que estava exiliat a Egina, va poder arribar a Salamina abans d'acabar el bloqueig persa, i va comunicar als grecs que calia lluitar perquè ja estaven bloquejats; molts comandants no ho van creure però poc després ho va confirmar una galera de Tenos que havia desertat dels perses.

### Batalla de Salamina
L'endemà es va lliurar batalla. Els grecs estaven en inferioritat numèrica però en millor posició, ja que els perses tenien poc espai; la batalla es va lliurar al canal oriental. Els atenencs i eginetes van ser els primers que van anunciar la victòria; Aristides va ocupar amb uns quants homes l'illa de Psyttaleia i va aniquilar els perses que hi havien quedat. La flota persa fou en part destruïda i en part rebutjada (tardor del 480 aC). La resta de la flota persa fou perseguida pels grecs fins a Andros. Temístocles volia seguir la persecució i anar a l'Hel·lespont a destruir el pont pel qual Xerxes havia creuat cap a Europa, però Euribíades, més prudent, va aconsellar deixar que es retiressin els perses i no obligar-los a lluitar ja que l'exèrcit de terra era molt poderós, i el seu consell fou acceptat.
Altre cop Temístocles va enviar el seu esclau Sicinni per a comunicar a Xerxes que l'aturada de la persecució era cosa de Temístocles i que l'aconsellava retirar-se abans que els grecs destruïssin el pont de l'Hel·lespont. Xerxes es va retirar però va deixar a Grècia al general Mardoni amb un gran exèrcit. Mentre la flota grega era a les illes de la mar Egea, Temístocles va tractar de fer recaptar contribucions entre els illencs. Andros fou convidada a pagar (invocant la deessa Necessitat) però van respondre que el seu déu era la invencible Pobresa; sí en canvi van pagar Carist i Paros. La victòria de Salamina havia establert la seva reputació. Temístocles va visitar Esparta i fou rebut amb grans honors junt amb Euribíades. Al retorn fou escortat per tres-cents espartans armats fins a Tegea.

### Batalla de Platea
A la batalla de Platea el 479 aC, Mardoni fou derrotat. Aristides, definitivament retornat de l'exili, va dirigir els grecs. Temístocles no fou esmentat ni llavors ni a la lluita a Mícale (el mateix dia); això sembla indicar que el seu prestigi havia patit una ràpida davallada.

## Reconstrucció d'Atenes
Els atenencs van començar a reconstruir Atenes i Temístocles va aconsellar de reconstruir principalment les muralles i fer-les més fortes. Els espartans s'oposaven a la reconstrucció de les muralles per causes desconegudes i Temístocles hi va tenir diversos enfrontaments i va donar llargues als ambaixadors espartans, i quan la reconstrucció ja no es va poder amagar va despatxar els ambaixadors i en va demanar uns altres "que no escoltessin rumors". Quan finalment les muralles es van acabar, va desafiar els espartans i va assegurar que Atenes es podia protegir sola. També va fer fortificar el Pireu, obra que ja havia iniciat quan fou arcont epònim. Les obres de les muralles que connectaven Atenes, el Pireu i Falèron no es van iniciar fins més tard i es van acabar el 456 aC.
Temístocles va ser acusat d'haver-se enriquit amb la guerra contra els perses; també fou acusat de voler cremar la flota grega menys les naus atenenques a fi de tenir l'hegemonia naval. Temístocles es va oposar a excloure de l'amfictionia grega els estats que no havien ajudat en la guerra contra els perses, mesura que demanava Esparta. Molts van donar suport a Cimó II, més proper els espartans, com a nou líder probablement ja el 479 aC. Finalment, les successives acusacions van desembocar en la seva condemna a l'ostracisme el 471 aC i es va retirar a Argos.
Pausànies d'Esparta, acusat de correspondència amb el rei de Pèrsia, fou executat, i Temístocles fou acusat de participar en el complot. Els atenencs convençuts de la culpa de Temístocles el van condemnar a mort en absència i van enviar agents per agafar-lo allà on el trobessin (466 aC). Llavors va fugir d'Argos cap a Còrcira, on els habitants, que hi tenien certes obligacions, per temor a Atenes i Esparta, el van enviar al continent, a l'Epir, on va rebre asil d'Admetos, rei dels molossos, i més concretament de la seva dona; a petició d'aquesta, el rei epirota no el va voler lliurar als agents atenencs i el va enviar a Pidna, on va trobar un vaixell mercant a bord del qual es va dirigir a Jònia i va desembarcar a Efes.
A Pèrsia, Xerxes I ja havia mort i ara regnava Artaxerxes I. Temístocles el va voler visitar al palau reial a fi de recordar els serveis suposadament fets a Xerxes. Com que no es volia valer d'un intèrpret, al cap d'un any ja parlava el persa i coneixia els costums perses i quan va parlar amb el rei a Susa, ho va poder fer directament; va obtenir certa influència sobre el rei, que li va concedir el govern de Magnèsia del Sípil, Làmpsac i Miünt. Va morir a la primera d'aquestes ciutats vers el 449 aC, ja que se suposa que va néixer el 514 aC i tenia 65 anys quan va morir, segons Plutarc. La data és discutida, ja que el seu naixement s'ha situat també vers el 525 aC i la mort vers el 460 aC.
Va deixar diversos fills i filles que van gaudir de certs honors a Magnèsia, els quals vivien encara en temps de Plutarc. En temps de Pausànies, una tomba al Pireu era anomenada la tomba de Temístocles.

## Temístocles i Cimó
Després de Salamina, la direcció d'Atenes girava entorn dels dos respectius caps dels dos partits atenencs: Temístocles, partidari de la democràcia, i Cimó, partidari de l'oligarquia. Temístocles, després de la batalla de Marató, agafaria les regnes del partit democràtic, que tendia a la formació d'una flota, mentre Cimó, fill de Milcíades, esdevindria continuador de les tendències oligàrquiques.
En el període que seguí la batalla de Marató, a instàncies de Termístocles, s'havia procedit a Atenes a una sèrie de reformes institucionals tendents a crear condicions més propicies per al triomf dels seus partidaris. L'any 487 una reforma institucional feia perdre poder a l'arcontat, elegit en el si de l'aristocràcia, per a cedir-la a un altre col·legi: el dels deu estrategs.
A partir d'aquest moment es necessitava el sorteig per a l'elecció del càrrec d'arcont i amb això s'evitava que es pogués designar per endavant la persona que es volgués, mentre el càrrec d'estrateg s'elegia per votació i era renovable cada any. D'aquesta forma, a partir de llavors el col·legi dels deu estrategs esdevindria un dels pilars de la Constitució atenenca.
Plutarc reflecteix de forma magistral la transformació operada a Atenes per Temístocles en el seu relat de la vida del polític: «Tenint els atenencs el costum de repartir-ne el producte de les mines d'argent del mont Laurió, gosà ell sol a proposar, perorant al poble, que convenia deixar-se d'aquell repartiment i amb aquells fons fer les galeres per la guerra contra els eginetes. Fins llavors era la guerra de més entitat de Grècia, i els eginetes eren, pel gran nombre de llurs naus, els amos del mar; així fàcilment vingué al cap d'ells Temístocles, no anomenant els atenencs a Darios o els perses, perquè aquests restaven lluny i no els podien infondre una por prou poderosa llur vinguda, sinó valent-se amb art i oportunitat de la tossudesa i enemistat que hi havia amb els eginetes per aquells preparatius... d'allí a poc, atraient i com impel·lint la ciutat envers el mar..., assolí fer-los, segons l'expressió de Plató, d'hoplites, innobles, navegants i mariners».
L'aparició d'una flota a Atenes proporcionaria, per altra banda, una sortida per aquell sector paràsit de la ciutat que trobava en la flota la possibilitat de tindre un lloc com a mariner.
El triomf de les reformes empreses per Temístocles no seria definitiu per a la consolidació de la democràcia a Atenes. Un dels principals centres de l'oligarquia, l'Areòpag, després de la batalla de Salamina havia assolit novament una sòlida robustesa. Aristòtil és la principal font d'aquests fets: “després de les guerres mèdiques se sentí de bell nou la influència predominant del Consell de l'Areòpag, que era el que governava la ciutat, sense que se li hagués assignat aquesta preponderància o cabdillatge per cap decret, sinó per haver estat la causa de la batalla de Salamina. Doncs quan els estrategs, desesperats ja de la situació de les coses, feren saber pels heralds que cadascun devia vetllar per la seva pròpia salvació, havent-ne procurat vuit dracmes per a cadascú, se'ls hi donà i els feren pujar a les naus. Per aquest motiu admetien la dignitat de l'Areòpàg...”.
L'Areòpag i els seus partidaris anirien controlant la situació a Atenes, mentre començava a destacar un jove que gaudia d'una elevada reputació, tant pel seu llinatge com pels seus mèrits militars. Es tracta de Cimó, fill de Milcíades, que s'havia distingit en una sèrie de victòries al front de la flota atenenca, fonamentalment a la batalla d'Eurimedont (469 aC), en la qual infligí una severa derrota naval i terrestre a la flota persa.
Per altra banda, alguns dels personatges anteriorment expulsats, com Aristides, havien retornat a la ciutat i havien contribuït a enfortir la posició de l'Areòpag, alhora que s'incrementava l'oposició a Temístocles. En aquesta situació, la seva expulsió només era qüestió de temps. Efectivament els seus rivals aconseguiren expulsar-lo mitjançant l'ostracisme, obligant-lo a un dur itinerari per tot el món grec, fins que no li restà altre refugi que la cort persa, on, governant algunes ciutats, acabaria els seus dies. Allunyat el principal defensor de la democràcia i sense cap líder destacat en aquells moments a Atenes, Cimó restaria com el principal director de la política atenenca. La seva popularitat estava basada en els èxits bèl·lics i en la seva enorme riquesa. Quan la seva estrella militar començà a declinar, només l'ús dels diners li permeté de mantenir la fama. Cimó dedicà part de les seves riqueses a organitzar festivitats públiques que li van donar gran popularitat a Atenes.
A poc a poc, la influència de Cimó fou minvant en favor d'Efialtes, partidari de la democràcia i continuador de la política de Temístocles. Cimó, a la recerca de noves oportunitats que augmentessin el seu prestigi, marxà en ajuda d'Egipte, que s'havia revoltat contra Pèrsia. Aquesta oportunitat seria aprofitada per Efialtes per aconseguir que s'aprovés una llei que privava l'Areòpag de totes les seves antigues prerrogatives. En endavant, l'Areòpag quedava reduït a jutjar els afers criminals i les seves principals atribucions passarien al Consell i l'Heliea. Quan Cimó retornà, el predomini de la democràcia a Atenes s'havia completat sota el lideratge del binomi format per Efialtes i Pericles.
Si bé Efialtes fou assassinat per un oligarca, Pericles s'encarregaria de continuar les seves reformes. Es resolia així l’antic antagonisme entre Temístocles i Cimó, els dos adversaris ara desapareguts de l'esfera política, que havia caracteritzat tot un període de la història d'Atenes. El cop assestat a l'aristocràcia era definitiu i s’obria pas una nova etapa batejada amb el nom de democràcia.